# الدوري الكوري الشمالي لكرة القدم 2017
الدوري الكوري الشمالي لكرة القدم 2017 هو موسم من الدوري الكوري الشمالي لكرة القدم. فاز فيه نادي أبريل 25.